# 淡路剛久
淡路 剛久（あわじ たけひさ、1942年〈昭和17年〉1月1日 - ）は、日本の法学者。民法・環境法。立教大学名誉教授。教え子に、民法学者の野澤正充がいる。安全保障関連法に反対する学者の会・呼びかけ人である。

## 略歴
- 1964年（昭和39年）3月 - 東京大学法学部卒業。
- 1964年（昭和39年）4月 - 東京大学法学部助手（指導教官は川島武宜）。
- 1967年（昭和42年）4月 - 立教大学法学部専任講師。
- 1969年（昭和44年）4月 - 同助教授。
- 1976年（昭和51年）4月 - 同教授。
- 2004年（平成16年）4月 - 同法務研究科教授。
- 2007年（平成19年）3月 - 同定年退職。
- 2007年（平成19年）4月 - 早稲田大学大学院法務研究科教授。
- 2012年（平成24年）3月 - 同定年退職。

## 社会的活動
- 日本交通法学会理事（1972年 - ）
- 日本私法学会監事（1986年 - 1991年）、理事（1991年 - 1999年）
- 日仏法学会理事（1986年 - 1991年）
- 日本環境会議理事（1991年 - ）、理事長
- 日本法社会学会理事（1991年 - ）
- 国際人権法学会理事（1991年 - 2003年）
- 環境経済・政策学会理事（1995年 - ）
- 環境法政策学会理事・事務局長（1997年 - ）
- 東京都消費生活対策審議会委員・部会長（1987年 - ）
- 法務省司法試験第二次考査委員（1991年 - 2000年）
- 文部省大学設置・学校法人審議会専門委員（1994年 - 1999年）
- 東京都消費生活対策審議会委員・会長（1994年 - 1998年）
- 文部省（文部科学省）日本ユネスコ国内委員会自然科学小委員会調査委員（1994年 - ）
- 神奈川県環境審議会特別委員（1996年 - 1997年）
- 東京都消費者被害救済委員会委員（1998年 - ）、会長（2001年 - ）
- 世田谷区消費生活審議会会長（1999年 - ）
- 世田谷区環境審議会委員・専門部会長（2000年 - 2004年）
- 埼玉県戦略的環境評価技術委員会小委員会委員（2002年 - ）
- 人事院国家公務員採用Ｉ種試験委員（2003年 - ）
- 日本学術会議第20期会員・法学委員会委員長（2005年 - ）

## 著作

### 単著
- 『公害賠償の理論〔増補版〕』（有斐閣，1978年・初版1975年）
- 『連帯債務の研究』（弘文堂，1975年）
- 『環境権の法理と裁判』（有斐閣ブックス，1980年）
- 『スモン事件と法』（有斐閣，1981年）
- 『企業の損害賠償と法律』（日本経済新聞社、日経文庫，1983年）
- 『不法行為法における権利保障と損害の評価』（有斐閣，1984年）
- 『開発と環境―第一次産業の公害をめぐって』（日本評論社，1986年）
- 『紛争と民法』（放送大学教育振興会，2002年）
- 『債権総論』（有斐閣，2002年）
- 『入門からの民法―財産法』（有斐閣，2011年）

### 共著
- （野村好弘）『公害判例の研究―その生成と展開』（都市開発研究会，1971年）
- （鎌田薫・原田純孝・生熊長幸）『民法Ⅱ―物権〔第5版〕』（有斐閣Sシリーズ，2022年・初版1987年）
- （平井宜雄・太田知行・鈴木禄彌・奥田昌道・高翔龍／吉田邦彦編）『民法学の羅針盤―激動の時代への先進の教訓』（信山社，2011年）

### 共編著
- （谷口知平・澤井裕）『公害の法律相談』（有斐閣，1971年）
- （加藤一郎）『公害・環境判例』（有斐閣，初版1974年・第2版1979年）
- （池田真朗・泉久雄・岩城謙二・鎌田薫・國井和郎・下森定）『目で見る民法教材〔第2版補訂2版〕』（有斐閣，2001年・初版1988年）
- （池上惇・林健久）『二十一世紀への政治経済学―政府の失敗と市場の失敗を超えて』（有斐閣，1991年）
- （森島昭夫）『公害・環境判例百選』（有斐閣，1994年）
- （阿部泰隆）『環境法〔第4版〕』（有斐閣ブックス，2011年・第3版2003年・第2版1998年・初版1995年）
- （宇佐見大司・伊藤高義）『不法行為法の現代的課題と展開―森島昭夫教授還暦記念論文集』（日本評論社，1995年）
- （寺西俊一）『公害環境法の新たな展開』（日本評論社，1997年）
- （植田和弘・長谷川公一）『環境政策研究のフロンティア―学際的交流と展望』（東洋経済新報社，2001年）
- （山田卓生・野村豊弘・藤岡康宏・佐藤義彦）『基本判例民法』（有斐閣，2001年）
- （編集代表）『環境法辞典』（有斐閣，2002年）
- （岩渕勲）『企業のための環境法』（有斐閣，2002年）
- （田村昌三との共編集代表）『化学物質規制・関連法事典』（丸善，2003年）
- （大塚直・北村喜宣）『環境法判例百選〔第2版〕』（有斐閣，2011年・初版2004年）
- （川本隆史・植田和弘・長谷川公一）『リーディングス環境　第1～5巻』（有斐閣，2005-2006年）
- （寺西俊一・吉村良一・大久保規子）『公害環境訴訟の新たな展開―権利救済から政策形成へ』（日本評論社，2012年）
- （宮本憲一）『公害・環境研究のパイオニアたち』（岩波書店，2014年）
- （吉村良一・除本理史）『福島原発事故賠償の研究』（日本評論社，2015年）

### 監修
- （寺西俊一・西村幸夫編）『地域再生の環境学』（東京大学出版会，2006年）